# Мустафа, Исайя
Иса́йя Мустафа́ (англ. Isaiah Mustafa; род. 11 февраля 1974, Портленд) — бывший игрок в американский футбол, ныне — актёр кино, телевидения и озвучивания. Наиболее известен зрителю по рекламным роликам Old Spice (2010—2015), исполнением роли Люка Гарроуэя в сериале «Сумеречные охотники» (2016—2019) и роли Майка Хэнлона в фильме «Оно 2» (2019).

## Биография
Исайя Амир Мустафа родился 11 февраля 1974 года в городе Портленд (штат Орегон, США) в мусульманской семье. Отец — Джон Вали Мустафа, мать — Шахида Мустафа-Дэвис. Пятеро старших сестёр и один старший брат. В 1979 году вместе с семьёй переехал в город Мишен-Вьехо (штат Калифорния). Там неподалёку, в городе Лагуна-Хиллз, его отец открыл автосервис для лимузинов. Через несколько лет он погиб в ДТП.

Мустафа окончил старшую школу «Санта-Клара», после учился в колледже Санта-Моники, но перевёлся оттуда в колледж Мурпарка. В 1995 году окончил Университет штата Аризона, исторический факультет.
В 2000 году Мустафа открыл ресторанчик «Барбекю у Джо Джо» на Мелроуз-авеню в Лос-Анджелесе, но по состоянию на 2010 год он уже был закрыт.
Мустафа — фанат комиксов, и это в 2003 году помогло ему заработать 47 000 долларов в игре «Слабое звено», когда он правильно ответил на вопрос: «Каково было имя доктора Франкенштейна?» Выигранные деньги он пустил на осуществление своей мечты: стать актёром.

### Спортивная карьера
Рост Исайи Мустафы составляет 1 м 93 см, вес 94 кг. Он с детства увлекался баскетболом, но позднее отдал предпочтение американскому футболу. Начал карьеру с позиции сэйфти, но большего успеха добился на позиции уайд-ресивера. В университете недолго играл за команду Сан Дэвилс, но после конфронтации с тренером был «навсегда отправлен на скамейку запасных». Настоящая спортивная карьера юноши началась в 1997 году и продолжалась три года:
- 1997 — Теннесси Ойлерс[6][7]
- 1998 — Барселона Дрэгонс[англ.][6][7][10]
- 1999 — Окленд Рэйдерс[6][10]
- 1999 — Кливленд Браунс[6][10]
- 2000 — Сиэтл Сихокс[6][10]

### Актёрская карьера
С 2005 года Мустафа начал сниматься в кинофильмах, однако или в эпизодических ролях без указания в титрах или в короткометражных. С 2007 года стал появляться в отдельных эпизодах разных телесериалов. С 2011 его стали приглашать в кинофильмы на более серьёзные роли. В 2009, 2011 и 2018 годах разово пробовал себя как актёр озвучивания. В 2011 году YouTube запустил кампанию Mano in el Baño, сутью которой являлось соревнование между Исайей Мустафой и другим секс-символом, Фабио Ланцони, кто из них сексуальнее. Мустафа победил. В 2013 году единственный раз выступил как сценарист и режиссёр: малоизвестный телефильм Cosplaya.

### Личная жизнь
В молодости актёр был женат, но нет информации ни о том, как её звали, ни сколько продолжался брак. Известно лишь, что пара развелась и от этого брака осталась дочь по имени Хейли (род. 2000 или 2001).

После развода Мустафа встречался с моделью, танцовщицей, актрисой, певицей и рестлером Ланой, но в 2016 году она вышла замуж за своего напарника, Русева.

Второй раз Мустафа женился 26 мая 2018 года. Его избранницу зовут Лайза Митчелл.

## Избранная фильмография

### Широкий экран
- 2005 — Остров / The Island — раненый футболист (в титрах не указан)
- 2006 — Крупная ставка / Even Money — баскетболист (в титрах не указан)
- 2011 — Большая счастливая семья Мэдеи / Madea’s Big Happy Family — Кэлвин
- 2011 — Несносные боссы / Horrible Bosses — офицер Уилкенс
- 2012 — Три балбеса[англ.] / The Three Stooges — Ральф, продюсер Мо Ховарда
- 2014 — Старые денёчки[англ.] / Back in the Day — Ти
- 2019 — Оно 2 / It Chapter Two — Майк Хэнлон

### Телевидение
- 2008 — Дурнушка / Ugly Betty — Бейлифф (в эпизоде Odor in the Court[англ.])
- 2009 — Морская полиция: Спецотдел / NCIS — Оливер Ньюком (в эпизоде Caged)
- 2009 — Элай Стоун / Eli Stone — молодожён (в эпизоде Tailspin)
- 2009 — Морская полиция: Лос-Анджелес / NCIS: Los Angeles — Брент Даффи (в эпизоде Search and Destroy)
- 2009 — Дни нашей жизни / Days of Our Lives — полицейский из Кливленда (в 2 эпизодах)
- 2010 — Касл / Castle — лидер команды (в эпизоде Boom!)
- 2010—2011 — Чак / Chuck — разные персонажи (в 2 эпизодах)
- 2011 — Красотки в Кливленде / Hot in Cleveland — Кевин (в эпизоде LeBron Is Le Gone)
- 2011 — Роковые красотки / Femme Fatales — Рейвен (в эпизоде Speed Date)
- 2011 — Любовь кусается[англ.] / Love Bites — Крейг (в эпизоде Sky High)
- 2011 — Ангелы Чарли / Charlie’s Angels — детектив Рэй Гудсон (в 2 эпизодах)
- 2012 — Лохмотья / Rags — Реджинальд Уэрт
- 2012—2013 — Никита / Nikita — Сайрас (в 2 эпизодах)
- 2013 — Одержимая[англ.] / Crush — тренер Эванс
- 2013 — You’re Whole[англ.] — Донни Ван Клиф (в эпизоде Droppin' the 'G'/Ancient Egypt/Puffy Paints)
- 2014 — Шоу Кролла[англ.] / Kroll Show — Молоток (в эпизоде Mother Daughter Sister Wife)
- 2014 — Сирены / Sirens — Дэнни (в эпизоде Pilot)
- 2014 — Управление гневом / Anger Management — Пол (в эпизоде Charlie Screws a Prisoner's Girlfriend[англ.])
- 2014 — Селфи / Selfie — Митчелл МакМани (в эпизоде Nugget of Wisdom)
- 2015 — Папочка / Baby Daddy — капитан Хадсон (в эпизоде An Officer and a Gentle Ben)
- 2016—2019 — Сумеречные охотники / Shadowhunters — детектив нью-йоркской полиции[12], вервольф Люк Гарроуэй[англ.] (в 55 эпизодах)

### Озвучивание
- 2009 — Marvel Super Heroes: What The--?! — Люк Кейдж[13]
- 2011 — Gears of War 3 — «шестерёнка» Коалиции Объединённых Государств
- 2018 — Робоцып / Robot Chicken — разные персонажи (в эпизоде Strummy Strummy Sad Sad[англ.])

### Реклама
- 2010[2][8][14][15]—2015[16] — Old Spice — «Мужчина, которым мог бы пахнуть ваш мужчина[англ.]»[10][13][17]. Данная рекламная кампания считается «вирусной»[6].
- 2010[18] и 2011 — ведущий телепередачи «Самая смешная реклама года» на канале TBS[англ.]
- 2013 — пиво Maccabee[19]